# Златан
Златан је старо јужнословенско мушко име настало по истоименом племенитом металу. Користи се у Бугарској, Северној Македонији, Словенији, Србији и Хрватској. Женски облик овог имена је Злата, а постоји и варијанта Златко.

## Имендани
Имендан се слави у Бугарској 18. октобра.

## Популарност
У Словенији је ово име 2007. године било на 535. месту.